# Ein Sommerkleid
Ein Sommerkleid (Originaltitel: Une robe d’été) ist ein Kurzfilm von François Ozon (Regie) mit Frédéric Mangenot, Lucia Sanchez und Sébastien Charles. Der Film wurde 1996 in Frankreich gedreht und dauert 15 Minuten.
Er erhielt 1997 in Locarno den Nachwuchspreis „Leoparden von morgen“ (Léopad d’or).

## Handlung
Luc fährt mit seinem schwulen Freund Sébastien in den Urlaub. Dort lernt er nackt am Strand sonnendbadend die Spanierin Lucia kennen, die ihn verführt und in den Dünen mit ihm schläft. Dabei wird seine Kleidung gestohlen und er muss in einem Kleid, das ihm Lucia leiht, in die Ferienwohnung zurückfahren. Dort wartet sein Freund auf ihn und die beiden haben leidenschaftlichen Sex miteinander. Am Abend flickt Luc das zerrissene Sommerkleid und bringt es am nächsten Tag zurück zu Lucia. Diese nimmt es jedoch nicht an.

## Musik
Das im Kassettenrekorder gespielte Lied ist Bang-Bang von Sheila aus dem Jahre 1966.